# Gare de Genly
La gare de Genly est une gare ferroviaire belge de la ligne 96, de Bruxelles-Midi à Quévy (frontière), située à Genly section de la commune de Quévy dans la province de Hainaut en région wallonne.
Un arrêt est mis en service en 1880 par la Compagnie du Nord - Belge. C'est une halte ferroviaire de la Société nationale des chemins de fer belges (SNCB) desservie, uniquement en semaine, par des trains InterCity (IC), Omnibus (L) et Heure de pointe (P).

## Situation ferroviaire
Établie à 95 m d'altitude, la gare de Genly est située au point kilométrique (PK) 69,4 de la ligne 96, de Bruxelles-Midi à Quévy (frontière), entre les gares ouvertes de Frameries et de Quévy.

## Histoire
La Compagnie du Nord - Belge met en service un arrêt au passage à niveau de Genly en 1880.
En 1982, la suppression de l'arrêt est proposée ; elle prend effet le 3 juin 1984. La modification du trafic voyageurs avec des trains InterRegion permet d'envisager une réouverture en 1987, elle est effective le 29 mai 1988. Néanmoins les dessertes le week-end sont supprimées le 29 mai 1994.
En 2018, l'arrêt dispose de deux quais avec abris, il n'y a plus de traces de l'ancien bâtiment voyageurs.

## Service des voyageurs

### Accueil
Halte SNCB, c'est un point d'arrêt non géré (PANG) à accès libre.
La traversée des voies et le passage d'un quai à l'autre s'effectuent par le passage à niveau routier.

### Desserte
Genly est desservie par des trains InterCity (IC), Omnibus (L) et Heure de pointe (P) de la SNCB, qui effectuent des missions sur la ligne 96 (voir brochure SNCB,.).
En semaine, la desserte comprend les trains suivants qui ont tous leur terminus à Quévy :
- un unique train IC à destination de Bruxelles-Aéroport-Zaventem, tôt le matin ;
- des trains L (un par heure dans chaque sens) vers Tournai et Mouscron ;
- un unique train P à destination de Schaerbeek, le matin, (et deux en provenance de Schaerbeek en fin d'après-midi) ;
- des trains P de et vers Mons (deux vers Mons et un en provenance de Manage et Mons le matin ; un en provenance de Mons vers midi, un autre l'après-midi et un autre le soir).

Les week-ends et jours fériés, Genly est desservie toutes les heures par des trains L de Quévy à Grammont via Mons et Ath.

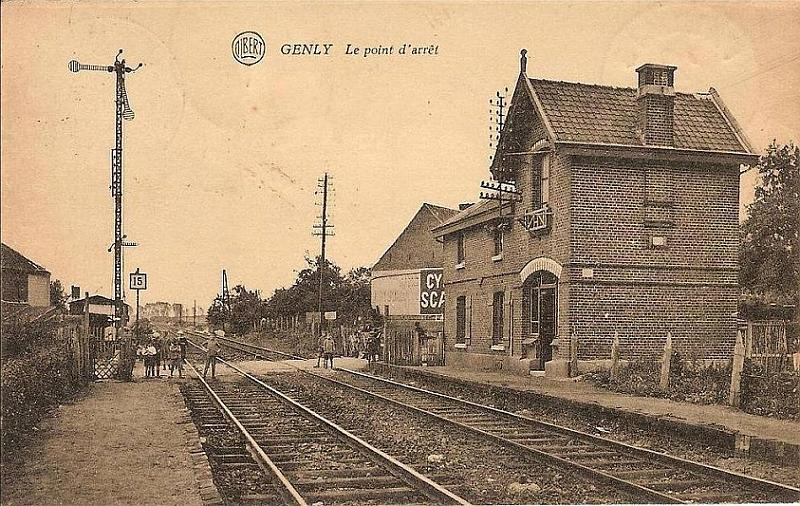
Ancienne gare de Genly (carte postale, début du XXe siècle).

### Intermodalité
Un parc pour les vélos y est aménagé. Le stationnement des véhicules est difficile à proximité immédiate.

## Comptage voyageurs
Le graphique et le tableau montrent le nombre de passagers qui en moyenne embarquent durant la semaine, le samedi et le dimanche.
| Nombre de voyageurs qui embarquent à la gare de Genly | Nombre de voyageurs qui embarquent à la gare de Genly | Nombre de voyageurs qui embarquent à la gare de Genly | Nombre de voyageurs qui embarquent à la gare de Genly |
|                                                       | Semaine                                               | Samedi                                                | Dimanche                                              |
| ----------------------------------------------------- | ----------------------------------------------------- | ----------------------------------------------------- | ----------------------------------------------------- |
| 1977                                                  | 147                                                   | 26                                                    | 29                                                    |
| 1978                                                  | 158                                                   | 36                                                    | 15                                                    |
| 1979                                                  | 142                                                   | 33                                                    | 18                                                    |
| 1980                                                  | 125                                                   | 27                                                    | 15                                                    |
| 1981                                                  | 145                                                   | 28                                                    | 38                                                    |
| 1982                                                  | 67                                                    | 24                                                    | 10                                                    |
| 1983                                                  | 114                                                   | 26                                                    | 23                                                    |
| 1984                                                  | -                                                     | -                                                     | -                                                     |
| 1985                                                  | -                                                     | -                                                     | -                                                     |
| 1986                                                  | -                                                     | -                                                     | -                                                     |
| 1987                                                  | -                                                     | -                                                     | -                                                     |
| 1988                                                  | 91                                                    | -                                                     | -                                                     |
| 1989                                                  | 106                                                   | -                                                     | -                                                     |
| 1990                                                  | 94                                                    | -                                                     | -                                                     |
| 1991                                                  | 97                                                    | -                                                     | -                                                     |
| 1992                                                  | 102                                                   | -                                                     | -                                                     |
| 1993                                                  | 106                                                   | -                                                     | -                                                     |
| 1994                                                  | 92                                                    | -                                                     | -                                                     |
| 1995                                                  | 82                                                    | -                                                     | -                                                     |
| 1996                                                  | 114                                                   | -                                                     | -                                                     |
| 1997                                                  | 137                                                   | -                                                     | -                                                     |
| 1998                                                  | 100                                                   | 4                                                     | 2                                                     |
| 1999                                                  | 117                                                   | 5                                                     | 2                                                     |
| 2000                                                  | 115                                                   | -                                                     | -                                                     |
| 2001                                                  | 186                                                   | -                                                     | -                                                     |
| 2002                                                  | 186                                                   | -                                                     | -                                                     |
| 2003                                                  | 177                                                   | -                                                     | -                                                     |
| 2004                                                  | 212                                                   | -                                                     | -                                                     |
| 2005                                                  | 200                                                   | -                                                     | -                                                     |
| 2006                                                  | 217                                                   | -                                                     | -                                                     |
| 2007                                                  | 188                                                   | -                                                     | -                                                     |
| 2008                                                  | -                                                     | -                                                     | -                                                     |
| 2009                                                  | 230                                                   | -                                                     | -                                                     |
| 2010                                                  | -                                                     | -                                                     | -                                                     |
| 2011                                                  | -                                                     | -                                                     | -                                                     |
| 2012                                                  | 238                                                   | -                                                     | -                                                     |
| 2013                                                  | 207                                                   | -                                                     | -                                                     |
| 2014                                                  | 185                                                   | -                                                     | -                                                     |
| 2015                                                  | 147                                                   | -                                                     | -                                                     |
| 2016                                                  | 133                                                   | -                                                     | -                                                     |
| 2017                                                  | 135                                                   | -                                                     | -                                                     |
| 2018                                                  | 124                                                   | -                                                     | -                                                     |
| 2019                                                  | 137                                                   | -                                                     | -                                                     |
| 2020                                                  | 85                                                    | -                                                     | -                                                     |
| 2021                                                  | -                                                     | -                                                     | -                                                     |
| 2022                                                  | 153                                                   | 42                                                    | 48                                                    |
| 2023                                                  | 114                                                   | 42                                                    | 32                                                    |
| 2024                                                  | 97                                                    | 38                                                    | 38                                                    |